# Vị Hà
Sông Vị hay Vị Hà (tiếng Trung: 渭; bính âm: Wèi Hé; Wade–Giles: Wei Ho) hoặc Vị Thủy  (tiếng Trung: 渭水; bính âm: Wèi Shuǐ; Wade–Giles: Wei Shui) là một con sông ở tây trung bộ Trung Quốc và là phụ lưu lớn nhất của Hoàng Hà. Sông Vị bắt nguồn gần huyện Vị Nguyên ở tỉnh Cam Túc, cách Hoàng Hà gần 200 km ở Lan Châu. Tuy nhiêu, do Hoàng Hà ngoặt về hướng bắc quá đột ngột, hai con sông này không gặp nhau cho đến 2.000 km tính từ nguồn của Hoàng Hà, tại khu vực gọi là Đồng Quan trong tỉnh Thiểm Tây. Con sông này chảy trong hai tỉnh Cam Túc và Thiểm Tây, trong đó phần lớn con sông chảy qua tỉnh Thiểm Tây. Sông chảy theo hướng tây-đông và gần như song song với con sông lớn Hoàng Hà. Diện tích lưu vực 134.766 km², trong đó Thiểm Tây chiếm 50%, Cam Túc 44%.

## Địa lý

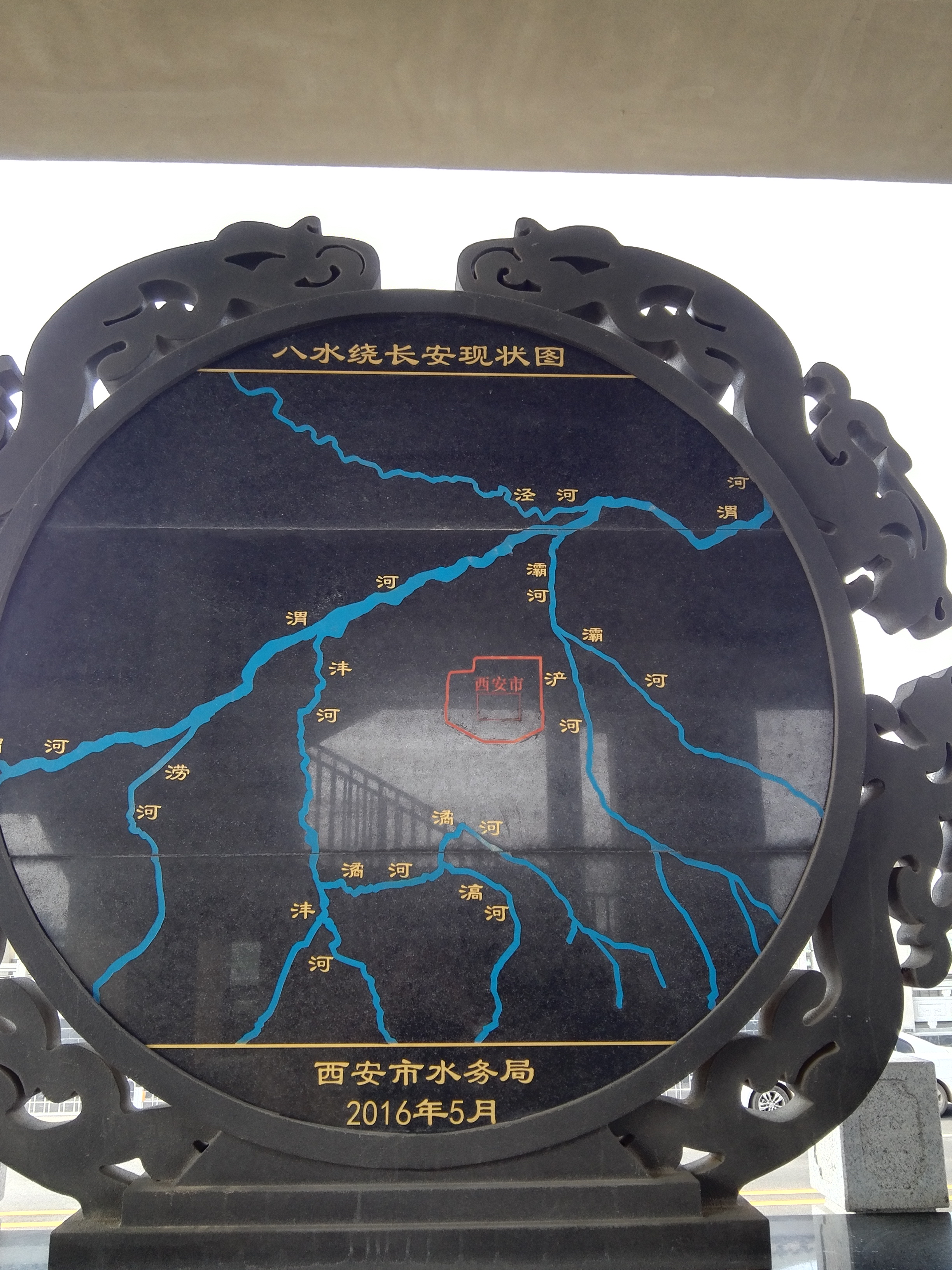
Bản đồ mô tả 8 con sông quấn quanh Trường An.

Phía nam sông Vị là dãy núi Tần Lĩnh chạy theo hướng đông tây, phía bắc có núi Lục Bàn che chắn.
Lưu vực sông Vị có thể chia ra thành 2 phần: Phía tây là các gò đồi và mương rãnh Hoàng Thổ, phía đông là đồng bằng Quan Trung (đồng bằng Vị Hà).
Tại thượng du, phía bắc sông Vị là các chi lưu như sông Kính, sông Lạc, chảy trong cao nguyên Hoàng Thổ nên rất nhiều phù sa.
Trong địa phận tỉnh Cam Túc, các chi lưu chính của sông Vị là sông Tần Kì, sông Đại Hàm, sông Tán Độ, sông Nghĩa Lũng, sông Bảng Sa, sông Tán Độ, sông Hồ Lô, sông Tạ, sông Ngưu Đầu.
Trong địa phận tỉnh Thiểm Tây có rất nhiều chi lưu hữu ngạn sông Vị, từ tây sang đông có sông Thanh Khương, sông Thanh Thủy, sông Thạch Đầu, Tây Thương Dục, sông Hắc, sông Lạo Dục, sông Tân, sông Phong, sông Tạo, sông Bá, sông Linh, sông Tù, sông Xích Thủy, sông Ngộ Tiên, sông La Văn, sông La Phu, phần nhiều ngắn, nước trong, chảy nhanh. Dài nhất có sông Hắc 125 km, sông Bá 104 km, các sông còn lại đều ngắn hơn 100 km. Phía tả ngạn là cao nguyên Hoàng Thổ nên có ít chi lưu, từ tây sang đông có sông Thông Quan, sông Tiểu Thủy, sông Kim Lăng, sông Thiên, sông Tất Thủy, sông Kính, sông Thạch Xuyên, sông Lạc, phần lớn có lưu lượng không lớn nhưng hàm lượng phù sa rất cao, các sông này đều dài trên 100 km.
Tại đoạn chảy trong khu vực Tây An, Hàm Dương, sông Vị có 8 chi lưu, nên từ thời cổ đại đã có mỹ danh là Bát thủy nhiễu Trường An (Tám sông quấn quanh Trường An).
Tại Trung Quốc cổ đại, các kênh rạch nhân tạo đã được xây dựng phục vụ cho mục đích tưới tiêu và vận tải thủy. Năm 246 TCN, kênh Trịnh Quốc được xây dựng để nối sông Kính với sông Lạc. Các kênh đào có thể vận tải thủy thì từ thời Hán Vũ Đế có kênh Bạch Công nối sông Kính với sông Vị. Ngoài ra còn có kênh Kính Huệ, kênh Vị Huệ, kênh Lạc Huệ. Các kênh này chủ yếu nằm ở trung du và hạ du sông Vị.

## Chi lưu
- sông Hồ Lô
- sông Thanh Giang
- sông Mạch Lý
- sông Thạch Đầu
- sông Kính
- sông Lạc